# David de la Hera
David de la Hera Baños (Baracaldo, Vizcaya, País Vasco, España, 6 de octubre de 1966) es un exfutbolista y entrenador español. Jugó de centrocampista. 

## Trayectoria
David de la Hera, pese a nacer en Baracaldo, se afincó en la localidad de Benidorm con 12 años. Se formó en el fútbol base del Benidorm Club Deportivo, hasta que cuando jugaba en el Juvenil comenzó a jugar con el primer equipo que militaba en Tercera División. El Valencia se fijó en sus cualidades y lo fichó para su filial, el Club Deportivo Mestalla, donde estuvo una temporada y llegó a jugar un partido con el primer equipo del Valencia Club de Fútbol. Tras una temporada en el filial valencianista se marchó al Sestao Sport Club, luego al Real Jaén Club de Fútbol, y posteriormente al Club de Fútbol Gandia. Del equipo gandiense regresó al Benidorm de la mano del entrenador Manolo Jiménez. Un hecho en su segunda etapa en el Benidorm marcó su trayectoria, fue un partido de Copa del Rey que le enfrentó a la Unió Esportiva Lleida, David destacó en la eliminatoria y el Benidorm eliminó al Lleida. Así el técnico del Lleida, Mané, requirió sus servicios. En el Lleida fue un jugador importante en las 3 temporadas que estuvo, con ascenso a Primera División incluido. En la temporada 1995/96 fichó por el Hércules Club de Fútbol con el que consiguió el ascenso a Primera División. Posteriormente jugó en el Albacete Balompié y Elche Club de Fútbol donde puso final a su carrera como futbolista. Tras emprender una trayectoria por diferentes equipos de la provincia de Alicante, desde 2008 ocupa un cargo de dirección de la parcela futbolística en el complejo deportivo Arena Alicante de la ciudad de Alicante.

## Clubes

### Como jugador
| Club              | País   | Año       |
| ----------------- | ------ | --------- |
| Benidorm CF       | España | 1986-1987 |
| CD Mestalla       | España | 1987-1988 |
| Sestao Sport Club | España | 1988-1989 |
| Real Jaén CF      | España | 1989-1990 |
| CF Gandia         | España | 1990-1991 |
| Benidorm CF       | España | 1991-1992 |
| UE Lleida         | España | 1992-1995 |
| Hércules CF       | España | 1995-1996 |
| Albacete Balompié | España | 1996-1997 |
| Elche CF          | España | 1997-1998 |

### Como entrenador
| Club               | País   | Año       |
| ------------------ | ------ | --------- |
| Hércules C. F. "B" | España | 2001-2002 |
| Torrellano C. F.   | España | 2002-2003 |
| Alicante C. F.     | España | 2003-2004 |
| Ontinyent C. F.    | España | 2004-2005 |
| Elche Ilicitano    | España | 2006-2007 |
| Elche Ilicitano    | España | 2007-2008 |